# Товариство до Елементарних книг

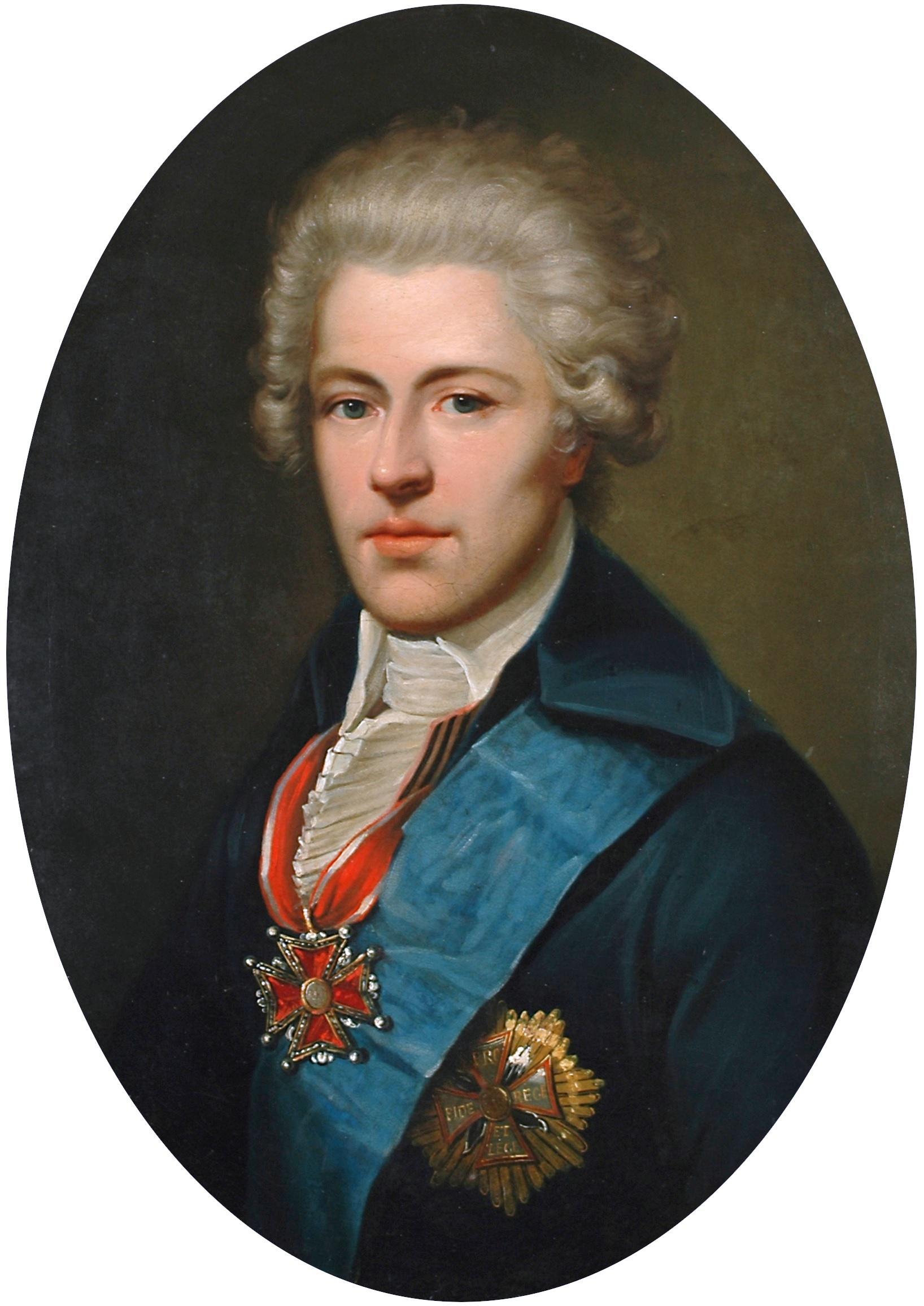
Ігнацій Потоцький, президент ТдЕк, портрет, зроблений близько 1783/4 років

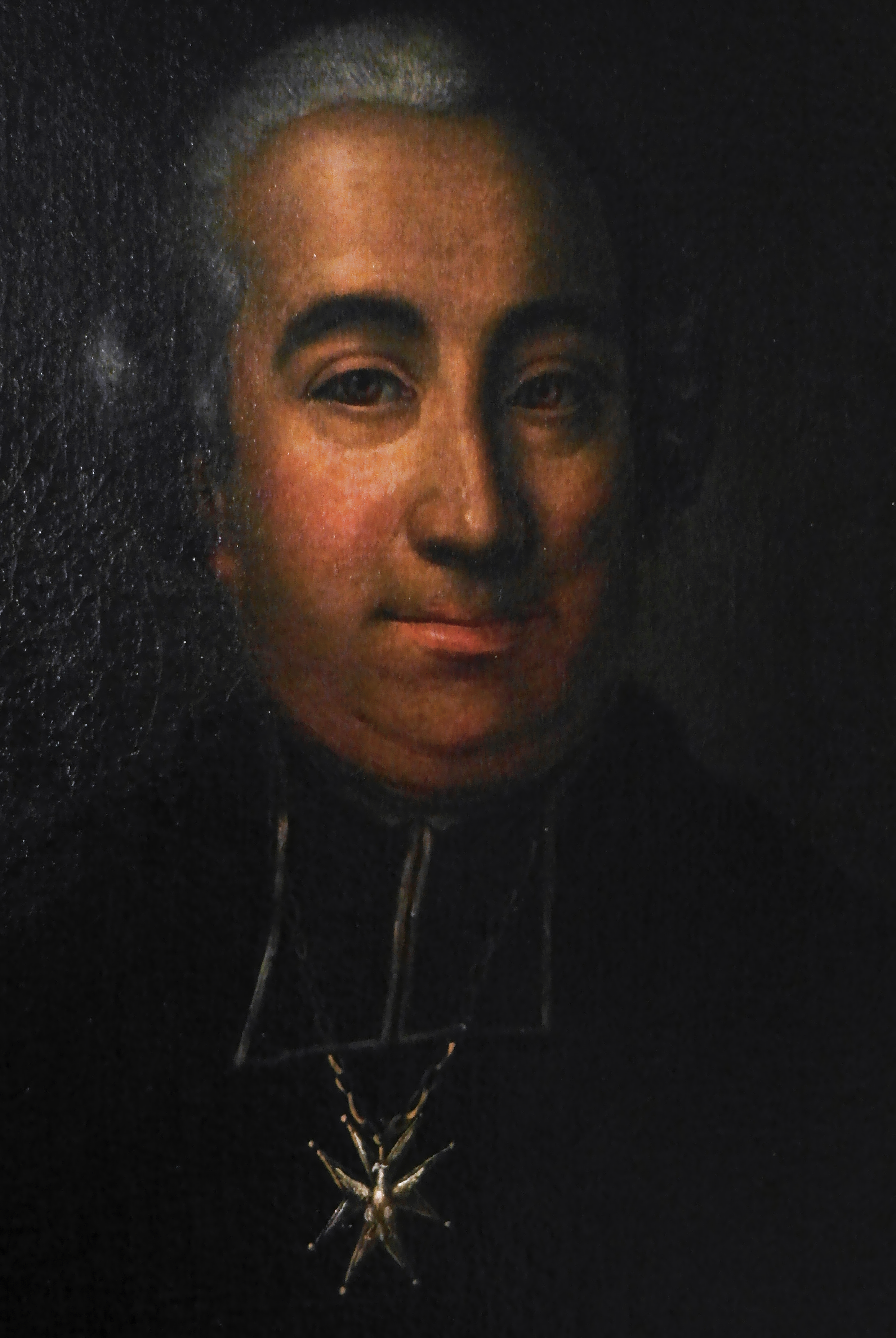
о. Григорій Пірамович, секретар ТдЕк та автор Букваря для національних парафіяльних шкіл (1785)

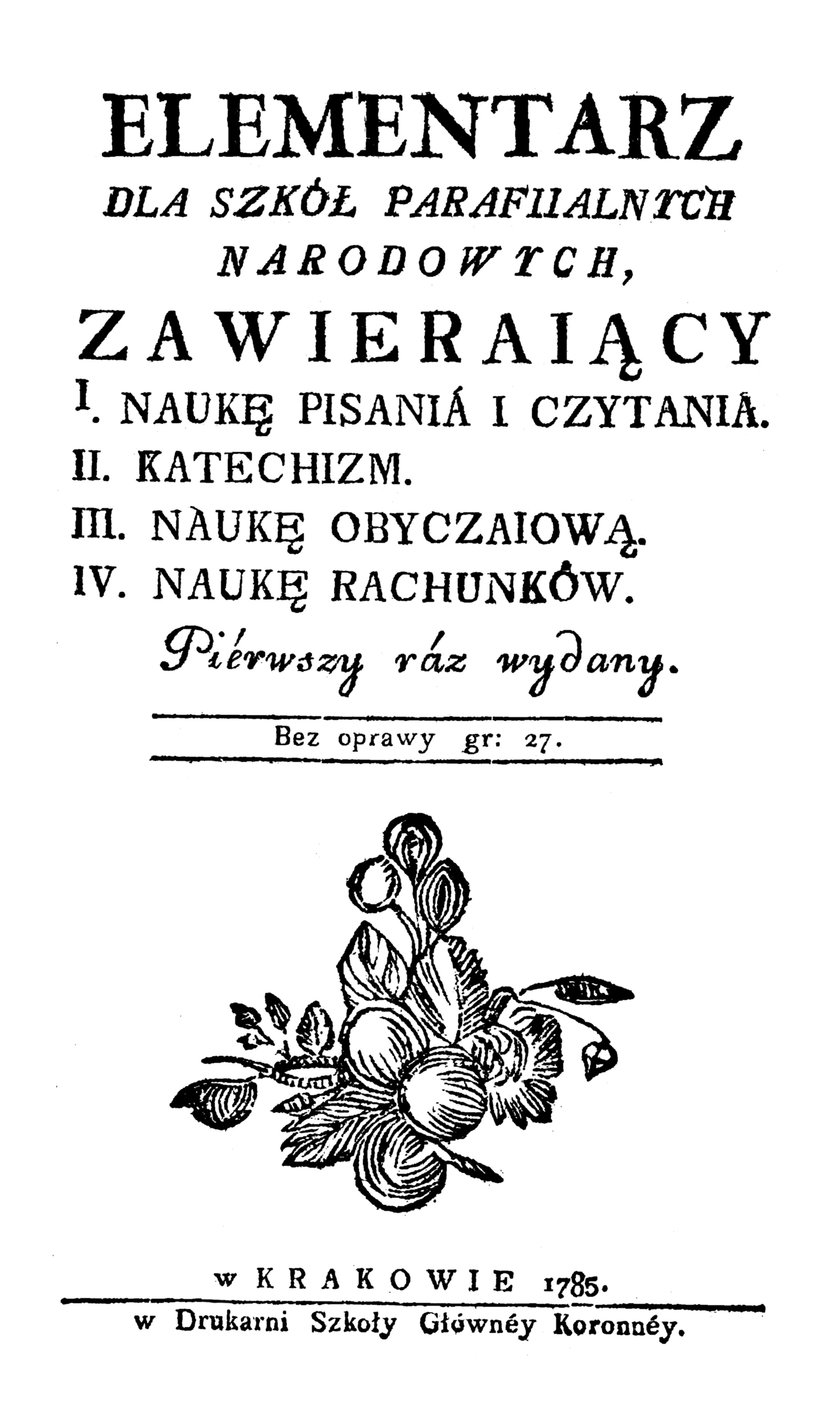
Буквар для парафіяльних шкіл, опублікований виданням Товариством до Елементарних книг у 1785 році

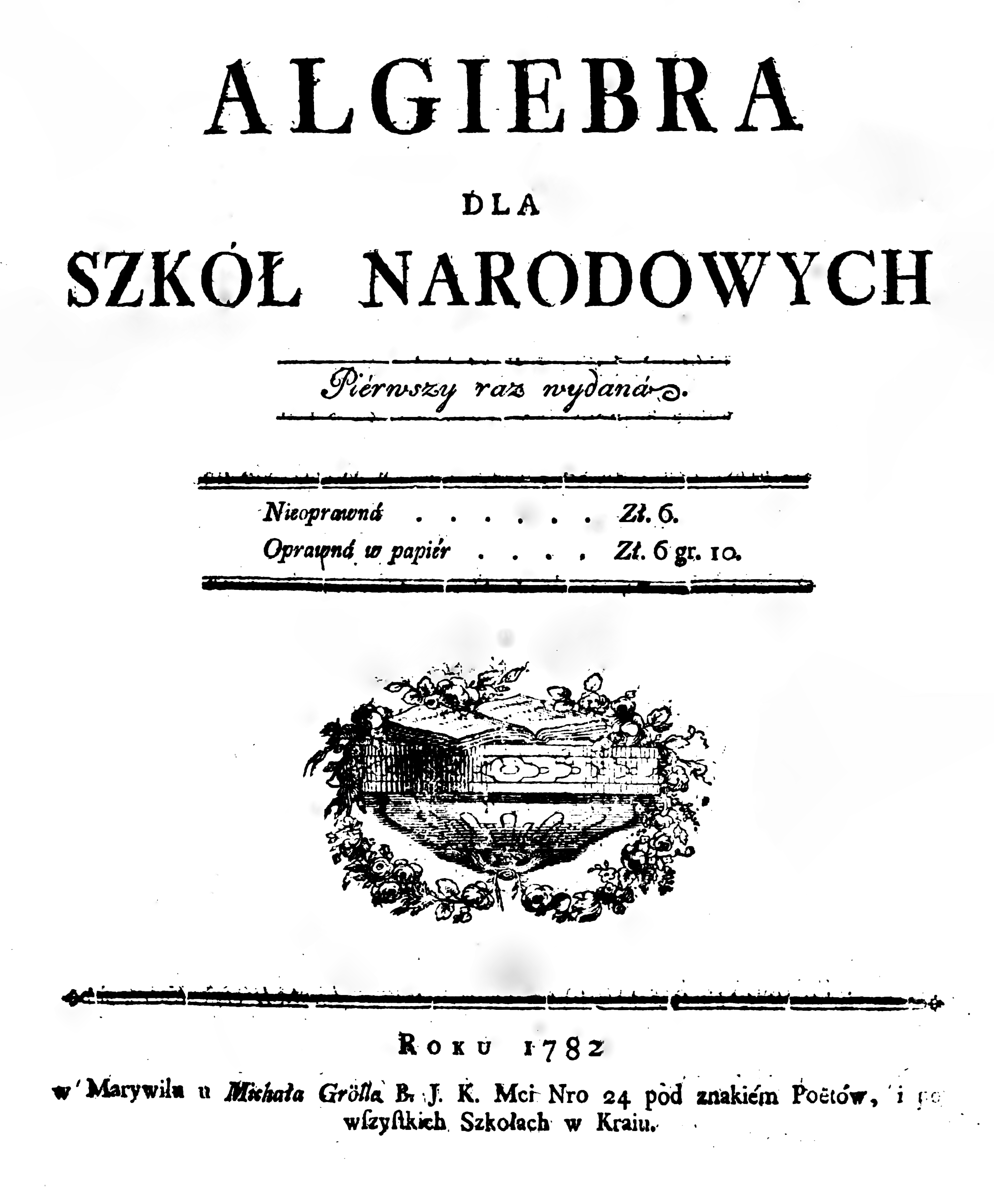
Алгебра для національних шкіл видання перше з 1782 року

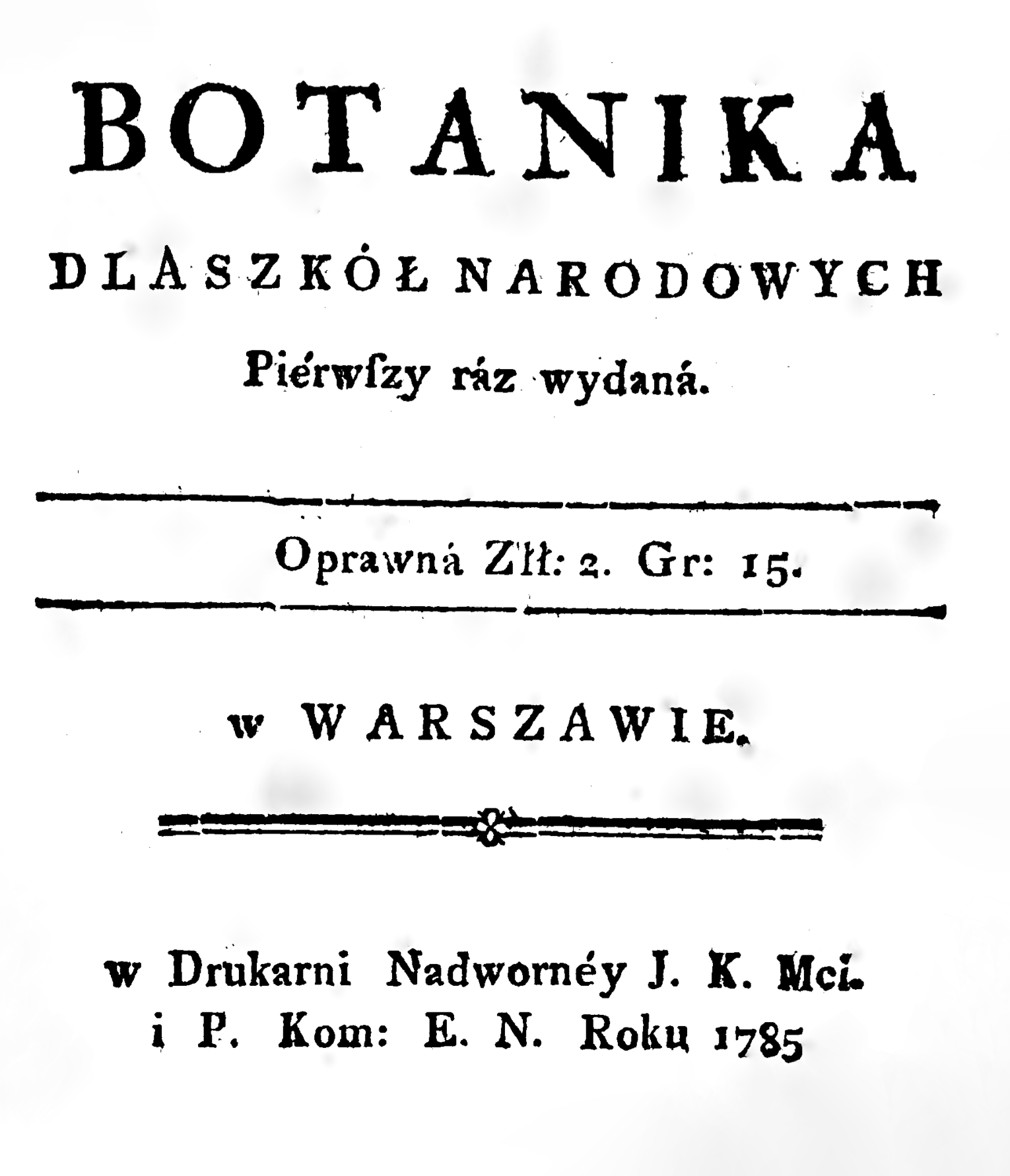
Кшиштоф Клук, Ботаніка для національних шкіл (1785)

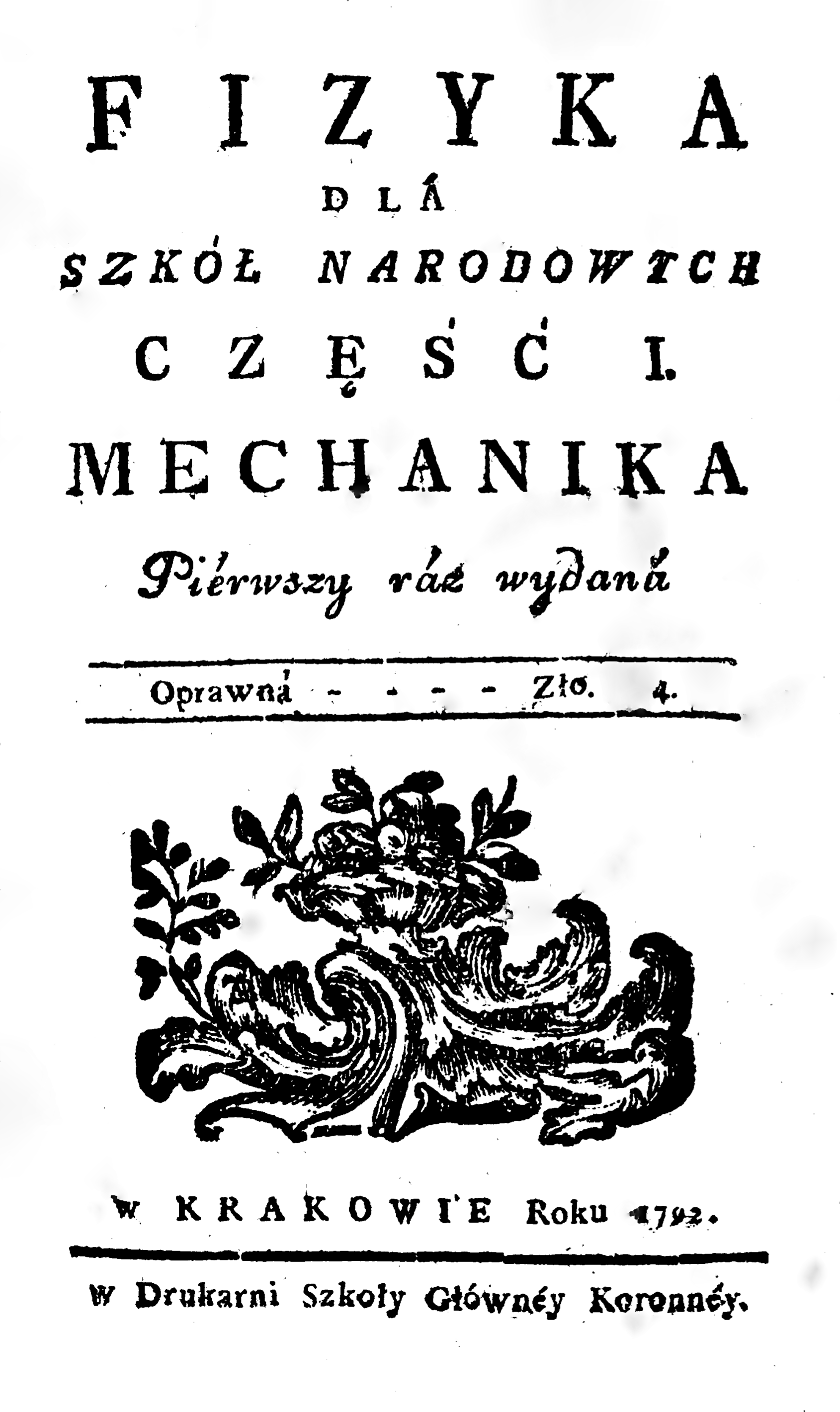
Міхал Ян Губе, Фізика для національних шкіл (1792)

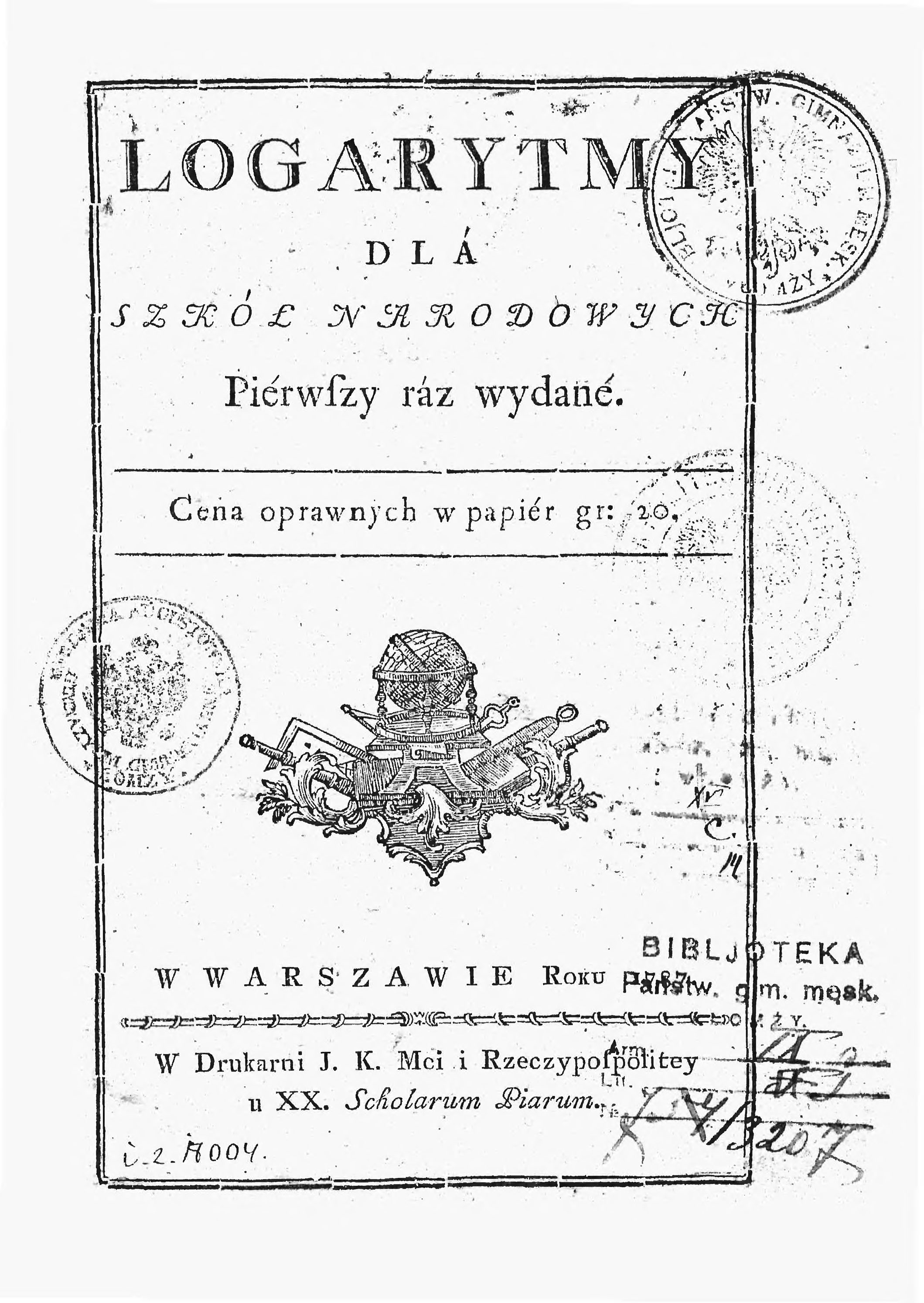
Логарифми для національних шкіл Ігнація Заборовського, підручник з 1787 року.

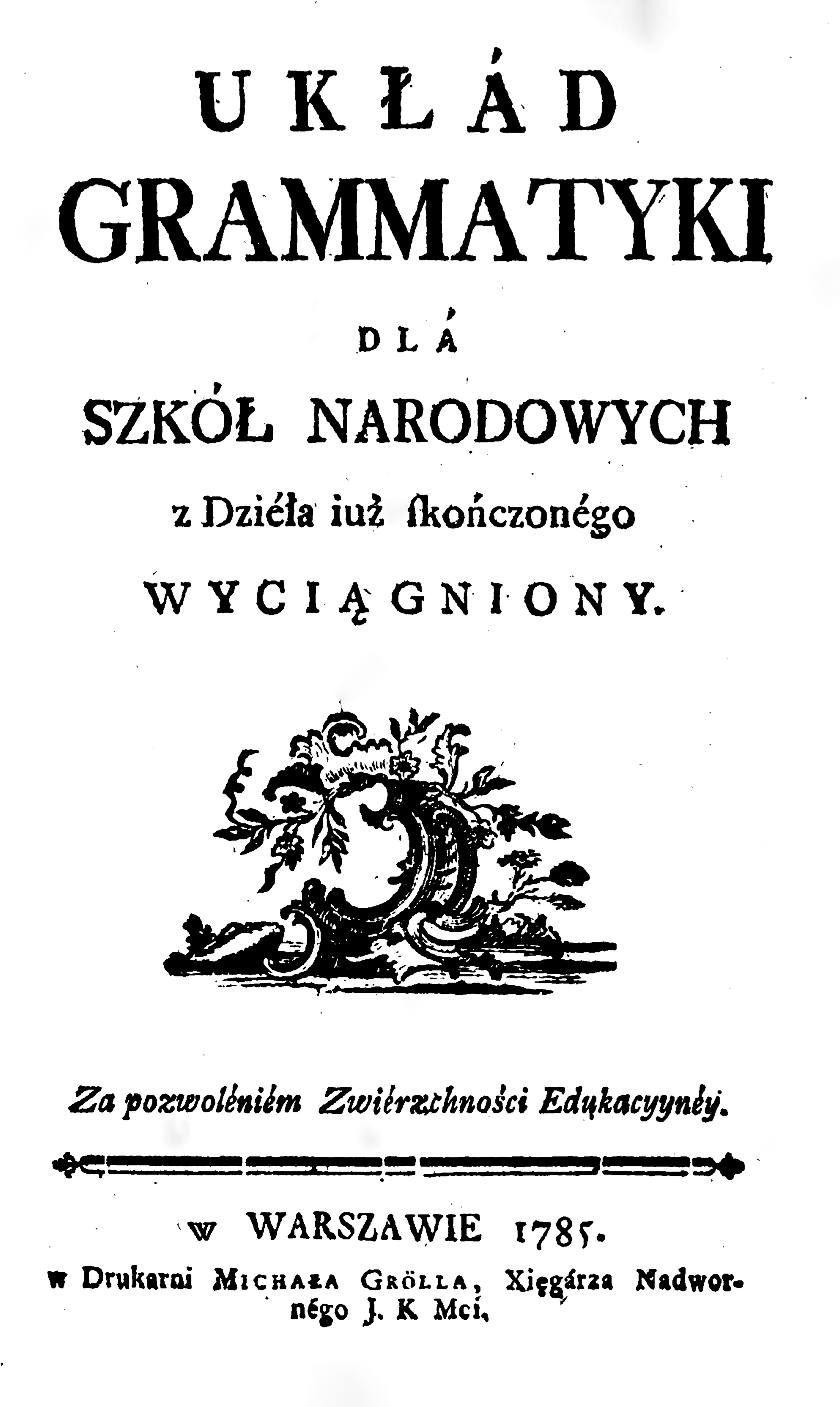
Онуфрій Копчинський, Зібрання Граматики для національних шкіл (1785)

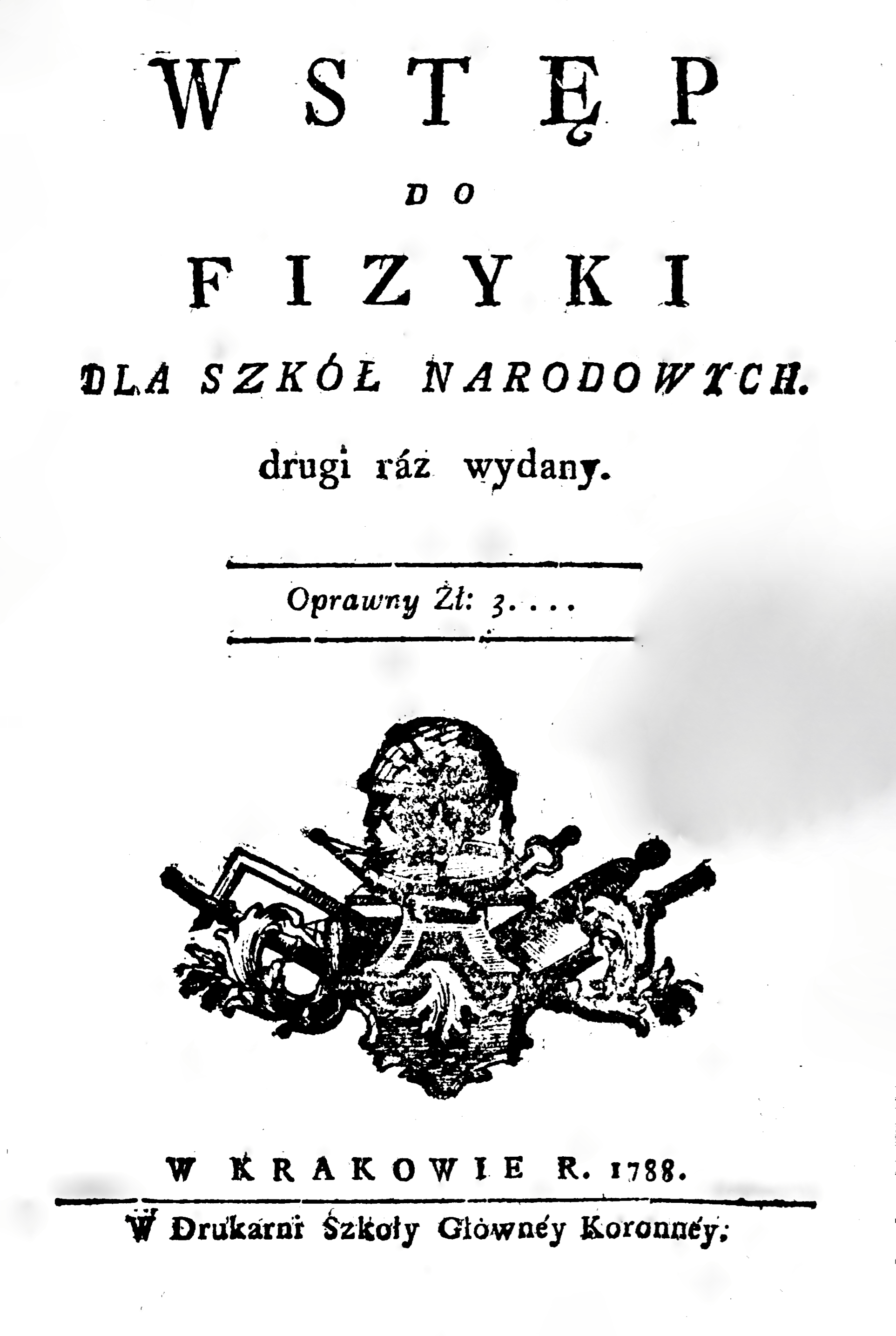
Вступ до фізики для національних шкіл (1788)

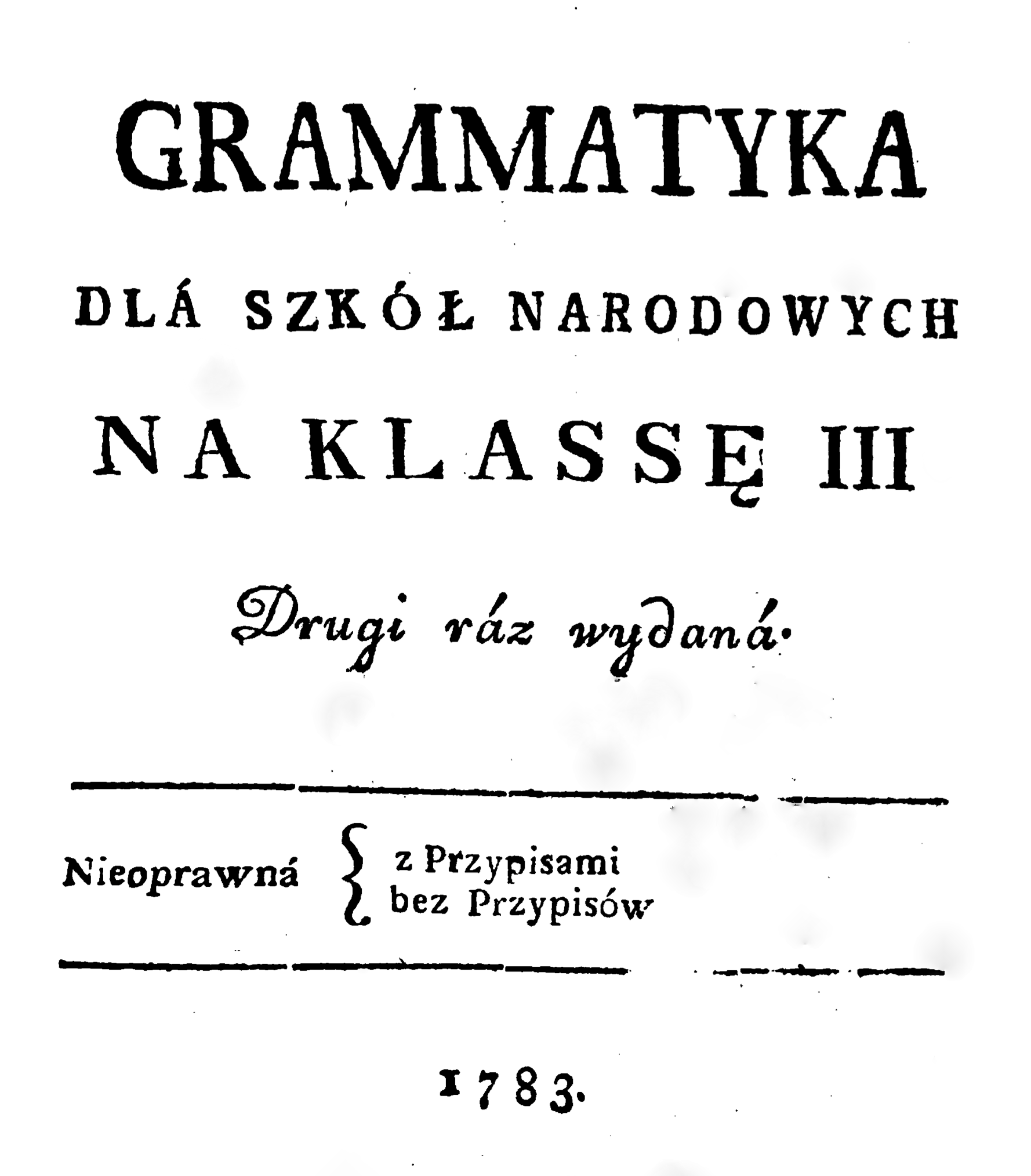
Граматика для національних шкіл, друге видання (1783)

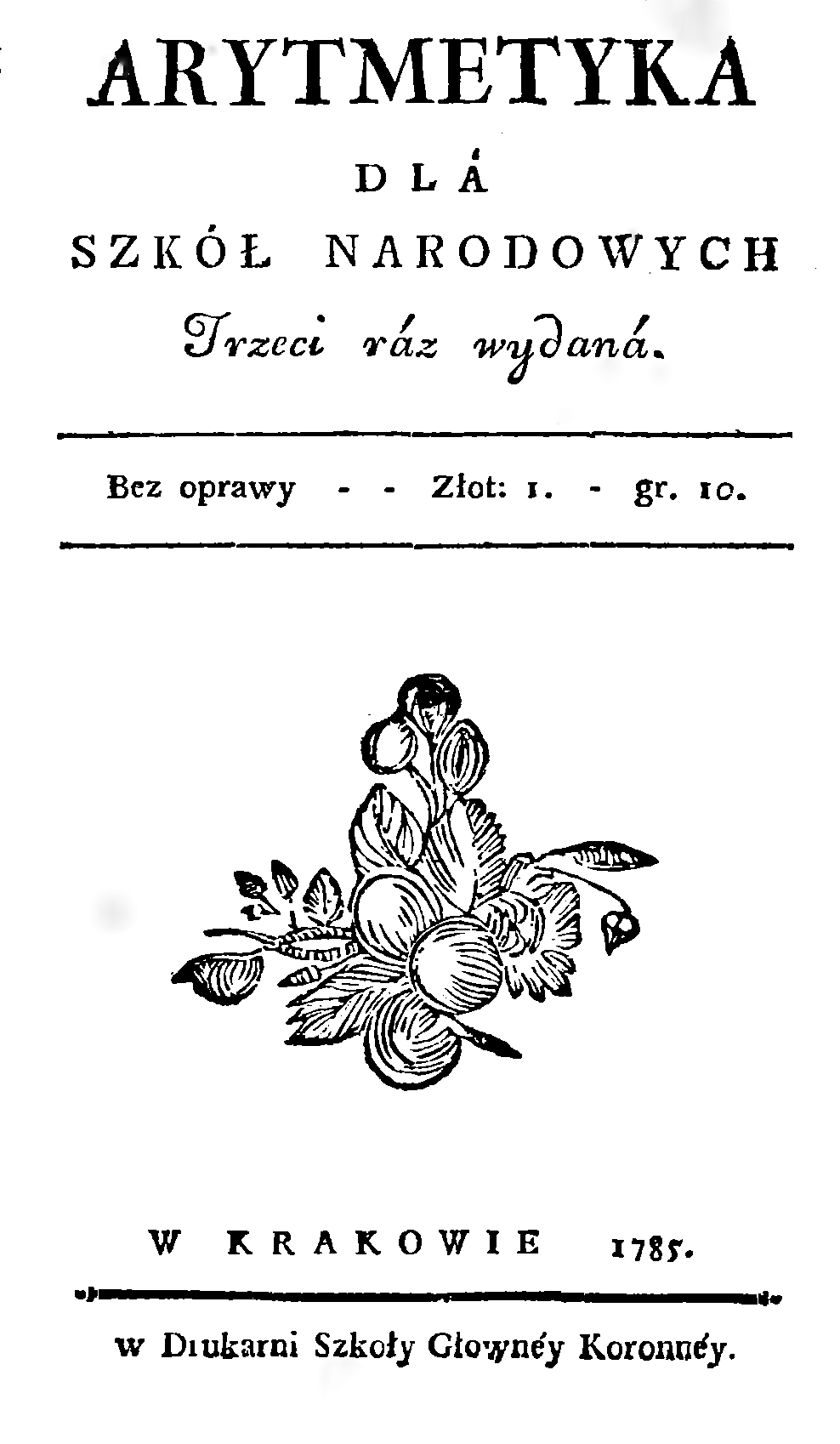
Арифметика для національних шкіл, третє видання (1785)

Товариство до Елементарних книг (1775–1792) - друге польське наукове товариство після Товариства письменників у Польщі, яке займалося розробкою та виданням підручників та шкільних програм, установа, створена Національною едукаційною комісією 10 лютого 1775 року у Варшаві. Загалом ТдЕк працювало 17 років над створенням нового набору шкільних книг для польських шкіл. 

## Цілі та завдання
Товариство до Елементарних книг було професійним дорадчим органом Національної едукаційної комісії з питань освіти. Основним завданням Товариства була розробка шкільних програм та підручників відповідно до нової освітньої програми. Значною мірою його творами були також Акти Національної едукаційної комісії, також розглядало звіти Головних шкіл та генеральних відвідувачів. Засіданнями Товариства завжди головував один із членів Національної едукаційної комісії.
Згідно з першим пунктом статуту організації, завданням ТдЕк було: "упорядкування, вивчення та видання початкових і класичних книг для шкіл". До його завдання також входило: визначення кількості годин денної форми навчання у воєвудських школах, "упорядкування таблиці для обміну або переходу вчителів з однієї в іншу школу чи клас, викладання навичок таким чином, щоб встановлення годин і порядку шляхом змішування не шкодило ані рівність роботи з рівною нагородою не зіпсувало». Найважливішим завданням, покладеним Комісією на суспільство, було складання збору законів для національних шкіл та всієї академічної держави.

## Історія
Ідея створення закладу з’явилася під час засідань Національного комітету з освіти. писар великий коронний Францішек Онуфрій Белінський та педагоги о. Антоні Поплавський та о. Адольф Каміньський розробили проект під назвою "Поради та зауваження щодо нового устрою національних шкіл", в якому з'явились постулати щодо написання нових книг для викладання польською мовою, оскільки до цього часу освіта в Речі Посполитій була латиною. Учень, щоденною мовою якого була польська, спочатку мав опанувати латинську мову, щоб засвоїти конкретну наукову галузь, що значно розтягувало навчальний процес і робило його дорогим та елітарним. 
Ініціатором створення товариства був о. Григорій Пірамович, який брав участь у роботі Комісії в ролі секретаря до "іноземних експедицій". Однак ще один член комісії, що співпрацював з Пірамовичем - Ігнацій Потоцький - виступив з офіційним запитом створити "Товариство". На одному із засідань Комісія, яка прийняла цей проект, призначила Потоцького головою новоствореного товариства, а Пірамовича, якому доручила розробити статут, «секретарем Комісії та національної освіти в Товаристві елементарному». Статут був підготовлений негайно і терміново затверджений «Комісією на сесії» 10 лютого 1775 року, одночасно призначивши 10 членів нового товариства, наказавши яке церемоніально відкрити. 
Урочисте відкриття відбулося у вівторок, 7 березня у бібліотеці Залуських за участю трьох уповноважених КЕН, Ігнатія Потоцького, Адама Казимира Чарторийського та Анджея Замойського, а також восьми членів Товариства та численних гостей, запрошених на цей акт. Від імені Національного комітету з питань освіти Ігнацій Потоцький виступив із прочитанням статутів товариства, який прийняв від імені товариства Григорій Пірамович.
З моменту заснування до 1788 року товариство відзначало урочисті річниці відкриття. У присутності польського короля та його двору, а також перед членами Національного комітету з питань освіти, також перед великим публічним згромадженням секретар товариства виголосив у "Промові" лаконічну справу про "розпорядження і праці" Товариства та Комісії. Ці виступи друкувались за кілька днів до зустрічі. Всього відбулося одинадцять таких урочистих зборів: 7 березня 1776, 1778, 1781, 1782 роках, 8 березня 1777, 1777, 1780, 1783, 1786, а також 10 березня 1785 року та 15 березня 1788 року.
Товариство діяло до 1792 року, остання зустріч відбулася 19 квітня.

## Звичайні та почесні члени
Товариство спочатку складалося з десяти, а пізніше, приблизно з 1778 року, з дванадцяти людей, які мали «голос».
Головою Товариства Елементарних книг у 1775–1791 роках був Іґнацій Потоцький, а в 1792 році Юліан Урсин Нємцевич. Головним секретарем у 1775–1787 роках був Григорій Пірамович, згодом Францішек Заблоцький. Гуго Колонтай зробив вагомий внесок у діяльність Товариства. Звичайними членами Товариства були також: Ян Баптист Альбертранді, Юзеф Богуцицький, Павел Чемпінський, Єджей Гавронський, Шимон Люльєр, Щепан Головчик, Адам Якукевич, Гжегож Княжевич, Юзеф Коблянський, Онуфрій Копчинський, Фелікс Лойко, Данієль Казімєж Нарбут, Антоні Поплавський, Стефан Руссель, Себастьян Сераковський, Юзеф Вибицький та наукові керівники лицарської школи - Крістіан Пфлейдерер (німецький професор математики) та Міхал Ян Губе. Почесними членами Товариства були: Ян Дюбуа де Янчіні, Пєр Самуель Дюпон де Немур та Сципіон Піатолі.
Велику групу членів товариства складали представники духовенства, що належали до двох орденів, що займалися освітою при ІРП. Десять з них були екс єзуїтами: Ян Баптист Альбертранді, Анджей Гавронський, Стефан Холовічиц, Адам Якукевич, Гжегож Княжевич, Юзеф Кобланський, Ян Лойко, Стефан Руссель, Себастьян Сераковський та Юзеф Свентожецький. Були також троє піарів: Антоні Поплавський, Даніель Казімєж Нарбут і Онуфрій Копчинський.

## Результати діяльності
Товариство, протягом 17 років діяльності, провело 631 зустріч (в середньому 3 зустрічі на місяць). Загалом було підготовлено та видано близько 30 елементарних книг для студентів чи викладачів, у тому числі 5 розроблених іноземними науковцями. Ефект його роботи був, серед іншого, створення таких підручників, як: Підручник для парафіяльних шкіл та Граматика для національних шкіл із виносками.

### Публікації
У 1775 році Національна комісія з освіти оголосила «Повідомлення про написання початкових книг для воєвудських шкіл», адресоване авторам, які були кваліфіковані для їх написання. Оголошення було перекладено для закордонних авторів на латинську та французьку мови. Його зміст оголошував міжнародний конкурс елементарних видань для початкової освіти, в рамках якого було встановлено такі фінансові нагороди: за математику та повідомлення, необхідні для науки, обіцяно 100 червоних злотих, для фізики та механіки, фермерську книгу по 150 червоних злотих, за природничу історію, логіку, книжку про вимову та поезію по 50 червоних злотих кожна.
Автори пропонували книги, надсилаючи їх на кореспондентську адресу товариства. Результати спочатку були незадовільними. Надіслано недостатню кількість підручників, і більшість з них були низької якості. Кінцевий термін змагань було продовжено двічі: спочатку до січня 1776 року, а другий - у березні цього року. Крім того, компанія вирішила збільшити премію за вибрані видання на 50 червоних злотих  .
Кожен член товариства читав надіслані проекти книг; до книг на іноземній мові були переклади. Рецензенти висловлювали свої погляди на суспільних зборах. Після завершення детальної дискусії щодо одного типу проектів було обрано трьох членів товариства для вибору найкраще оцінених пропозицій. Після цього відбулося чергове представлення на наступному засіданні, де вони були внесені до порядку денного під час загальних зборів та остаточного голосування, що визначає перемогу.
Комісія та суспільство надавали великого значення якості підготовлених підручників, а вчені з окремих галузей - видатні представники польського та європейського просвітництва - подбали про їх написання та вдосконалення. Подані рукописи книг були виправлені та переписані, а редакційна комісія часто суттєво впливала на остаточну форму підручників. Робота над багатьма з них мала командний характер: буквар для парафіяльних шкіл підготували 5 чоловік, а над його проектом працювала група аж із 7-ми осіб. Виписки класичних авторів підготувала команда 6 осіб, а словник античності склали 3 особи .
У 1777–1792 роках суспільство видало близько 30 підручників для початкового вивчення різних наук. Надруковано всього 17 публікацій, що використовувались як підручники, 6 допоміжних книг, таких як словники, уривки та логарифмічні таблиці :
- Уривки класичних авторів для викладання у національних школах, що використовуються для 1 класу, 1777 рік
- Онуфрій Копчинський, Граматика національних шкіл для 1 класу, 1778 рік
- Ш.Люлєр (переклад Є. Гавронський) Арифметика для національних шкіл, 1778 рік
- А. Поплавський Моральна освіта для національних шкіл для першого та другого класу, 1778 рік
- М. Фурго (переклад Г. Пірамович) Словник античності для національних шкіл, 1779 рік
- Єжи Комінський Dictionarium Latino-Polonicum ad usum publicarum in Regno Poloniae scilarum (укр. Латино-польський словник для використання в державних школах Королівства Польського), 1779 рік
- Étienne de Condillac - Логіка, 1780 рік[2]
- Ш.Люлєр (переклад Є. Гавронський) Геометрія для національних шкіл, частина 1, 1780 рік
- О. Копчинського Граматика для національних шкіл у 2-му класі, 1780 рік
- Уривки класичних авторів для викладання у національних школах, що використовуються для 2-го класу, 1780 рік
- Уривки класичних авторів для викладання у національних школах, що використовуються для 3-го класу, 1780 рік
- Ш.Люлєр (переклад Й. Гавронський) Геометрія для національних шкіл, частина 2, 1781 рік
- Юзеф Каєтан Скшетуський, Універсальна історія для національних шкіл у 3-му класі, 1781 рік
- Шимон Люлєр Алгебра для національних шкіл, 1782 рік
- О. Копчинський Граматика для національних шкіл у класі III, 1783 рік
- Міхал Ян Хубе (переклад Я. Коц) - Вступ до фізики для національних шкіл, 1783 рік
- Історико-географічний словник для розуміння латинських авторів, а також латинських перекладачів на польську мову, особливо призначений поетам класичним та відомим нашого часу, перекладених на польську мову, 1784 рік
- О. Копчинський Система граматики для національних шкіл з витягом із вже закінченої роботи 1785 року
- Григорій Пірамович, Онуфрій Копчинський - Буквар для національних парафіяльних шкіл ..., 1785
- Кшиштоф Клюк - Ботаніка для національних шкіл, 1785 рік
- Вінсенти Скшетуський Універсальна історія для національних шкіл у класі IV, що містить грецьку історію, 1786 рік
- А. Поплавський Моральна освіта для національних шкіл у 3-му класі, 1787 рік
- Ігнацій Заборовський - Логарифми для національних шкіл, 1787 рік
- К. Клук Зоологія, тобто література про тварин для національних шкіл 1789 року
- Я. М. Хубе Фізика для національних шкіл, частина 1: Механіка, 1792
- Григорій Пірамович - Вимова та поезія для національних шкіл, частина 1, 1792 рік

Товариство також зайнялося розробкою та виданням методичних підручників для вчителів. Було це загалом сім позицій:
- О. Копчинський, Виноски до граматики для 1-го класу, Варшава (1778),
- А. Поплавський, Виноски з моральної науки для 1-го та 2-го класів, Варшава (1779)
- О. Копчинський, Виноски до граматики для 2-го класу, Варшава (1779),
- Я.К. Скшетуський, Виноски до загальної історії для національних шкіл для 3-го класу, Меривіль (1782),
- О. Копчинський, Виноски до граматики для 3-го класу, Варшава (1783),
- О. Копчинський, Граматична система національних шкіл витяг із вже готової роботи, Варшава (1785),
- Г. Пірамович, Обов'язки вчителя, а саме в парафіяльних школах і способи їх виконання Варшавою, (1781)

Після прийняття підручників, наставав етап друку, яким зайнялась краківська друкарня  Головній коронній школі, як називався тоді Ягеллонський університет. Елементарні книги продавалися за вартість друку, а їх ціни свідомо трималися на низькому рівні. Аркуш друку невеликою октавою самого тексту, не враховуючи обширних записів, списків, таблиць, коштував від 1,30 до 4 грошей.
Розподіл підручників здійснювався на базі національних шкіл, інтернатів та університетів. Національна комісія з освіти сприяла придбанню нових книг для учнів та шкіл. Значну кількість деяких підручників роздала, надаючи їх інтернатам з призначенням для бідних учнів та як призи для найкращих. Книги розповсюджувалися безкоштовно академічним професорам, а пізніше і піарським орденам, що керували своїми школами. Комісія не отримала прибутку від видання шкільних книг. У зверненні, надісланому в 1785 році Головною коронною школою ректорам, проректорам та начальникам підлеглих шкіл, було підкреслено, що "Головна школа, прийнявши зобов’язання друкувати та доставляти елементарні книги, як потрібно для всіх шкіл Корони, не передбачала у продажі іншої вигоди за винятком досягнення великих тиражів та відшкодування щорічних витрат, які здійснюють такі масштабні проекти».
Окрім початкових книг, схвалених ТдЕк, у навчанні національних шкіл використовувались також уривки, що містили рекомендовані цитати з класичної літератури та інших книг, позитивно оцінені та рекомендовані Національним комітетом з освіти.

### Акти Національної освітньої комісії
Найважливішою роботою товариства була підготовка Акту про національну комісію з питань освіти, який визначав організацію та навчальну програму відповідно до вказівок комісії. Закони були готові в 1783 році, і вони нарешті встановили план навчання. За ними освіта проходила у воєвудських школах, де викладали шість професорів, а навчання тривало 7 років. Однак у воєвудських школах із меншою кількістю викладачів: п’ять, чотири чи три, навчання тривало шість років.
На основні предмети в кожному класі було відведено 20 годин на тиждень, а саме 2 години вранці та вдень, за винятком двох вільних днів на тиждень, в яких не було післяобідньої освіти. Обов’язкові предмети викладалися щодня з 8 до 10 години та з 14 до 16; необов’язкові вивчались після обов'язкових.
У першому класі всі обов'язкові предмети викладав той самий учитель, який називався професором першого класу; те саме було у другому класі, де всі обов'язкові предмети викладав професор другого класу. У наступних чотирьох класах обов’язкові предмети були розділені між чотирма вчителями, що викладали 20 годин на тиждень: між професором вимови, математики, фізики, моральної науки та права.
Програми першого та другого класів включали граматику, латинську та польську мови, арифметику, мораль, початки географії, перші відомості з природничої історії та каліграфії У навчанні використовувались вихідні матеріали, найчастіше латинські уривки з класичної літератури.
У навчальній програмі, згідно з рекомендаціями НОК, поєднувалось вивчення латини з польською мовою. Навчання без використання латини в той час було неможливим, тому що всі наукові праці та джерела були написані цією мовою. Крім того до поділу Польщі, латинська мова була державною мовою у Речі Посполитій. Професор вимови викладав у 3-му класі, викладав також латинської та польської граматики, вказуючи на їх подібності. Латинську мову викладали на основі уривків із класичної літератури Стародавнього Риму чи Стародавньої Греції, "найбільше, перекладаючи уривки від авторів". Були використані цитати Корнелія Непота, деякі біографії, листи Цицерона та Плінія. У 4-му класі латинська мова була продовжена на основі уривків тих же авторів, що і в попередньому класі. У 5-му класі вчитель представляв вибрані місця з Горація, Ювенала та інших, а також деякі виступи в уривках, а також різні уривки класичних поетів та деякі промови. Нарешті у 6-му класі надавав інформацію та зауваження щодо вимови та поезії, читаючи лекції вибраних промов Цицерона, Лівія, Саллюстія, Тацита та Курція, а також лист Горація "de arte poetica " у повному обсязі.
У 3-му класі професор математики повторював арифметику з попередніх класів, додаючи основи геометрії. У 6-му класі повторював частину геометрії, що викладалася в попередньому класі, і продовжував викладати цей предмет, додаючи елементи алгебри . У наступному класі читав лекції другої частини геометрії та продовжував викладання алгебри, додаючи науку про вимірювальні малюнки. У шостому класі вводив науку про логіку.
Навчання фізики виглядало інакше, ніж сьогодні. Під цією назвою існувала архаїчна сьогодні з наукового погляду наука природнича історія, що вивчала повноту змінності природи, разом із природними явищами, елементами астрономії, хімії, фізики, а також зоології та біології. Містила вона в собі елементи в рамках сучасної фізики, наприклад, механіку, а також ті, яких ми не знайдемо при викладанні цього предмету. Це було пов'язано зі станом наукових знань XVIII століття, а сьогоднішнім найближчим відповідником цієї галузі було б природознавство. Професор фізики читав лекції в 3-му класі, природничу історію про рослинництво. У 4-му класі обговорювалось природничу історію сільського господарства та презентувався вступ до фізики. У 5-му класі повторював вступ до фізики і представляв знання з викопної сировини та ботаніки. Крім того, також читав лекції на тему "наука про здоров'я". У 6-му класі викладав "історію мистецтва та майстерності", зосереджуючись на господарчому використанні природних ресурсів. Цей предмет також був багато ілюстрований на прикладі відповідних латинських виписок.
Професор моральної науки та права в третьому класі починав моральну освіту виписками з латини. Цей предмет поєднував елементи етики, історії, права та географії. Вчитель спочатку читав лекції з ассирійської та перської історії та географії. У 4-му класі продовжував навчання, додаючи історію та географію Стародавньої Греції. У п’ятому класі переходили до історії Стародавнього Риму з його географією та уривками з цієї історії, а весь матеріал повторювався, додавалась наука про право. У шостому класі було продовжено моральне виховання та право, додавши національну історію та географію. Вчитель також задавав прочитати як домашнє завдання літературу з всесвітньої історії, з якої пізніше учні складали іспити.
Обов’язковим предметом для всіх класів воєводських шкіл було християнське вчення, тобто релігія. Учні перших двох класів вивчали початки віри та історію релігії, яку розуміли як вчення старих і нових заповітів. З 3-го класу учні брали участь у проповідях чи лекціях про християнство.
Окрім обов’язкових предметів, у всіх воєводських школах викладались іноземні мови. Для цього були призначені окремі вчителі, а на вивчення цього предмету було призначено 12 годин на тиждень. Це навчання не було обов’язковим, але на практиці воно проводилось за бажанням батьків більшості дітей. Учні були розділені на три групи: "початківців, тих що прогресують та тих що вдосконалюються", призначаючи для кожної з них по 4 навчальні години. Найпоширенішими іноземними мовами в програмі були німецька та французька. У ході всього початкового навчального процесу, крім рідної мови, учень здобував знання двох іноземних мов: латинської як обов'язкової наукової та офіційної мови, а також німецької чи французької.

## Дальший розвиток
Книги, видані ТдЕк пізніше багато разів перевидавались у Кракові, Варшаві, Вільнюсі та Львові, як у Речі Посполитій, так і у Варшавському герцогстві, а згодом у Королівстві Польському. Передруки також публікувалися протягом усього наступного періоду розподілу Польщі.
До перерваної у квітні 1792 року діяльності спонукала пізніше Редакція елементарних книг - навчальний орган Варшавського герцогства, а пізніше Королівства Польського у 1810–1826 роках, що діяли у складі Палати народної освіти. Її керівником став Костянтин Вольський, автор «Науки з початкового читання, письма та обчислень», польського букваря, заснованого на фонетичному (голосовому) методі навчання читання, який виходив вісім разів у 1811–1825 роках.
Кілька членів товариства, в тому числі Ян Баптиста Альбертранді або Онуфрій Копчинський також проводили наукову діяльність в інших польських наукових товариствах, створених за часів розділу Польщі, наприклад Товариство Варшавських приятелів наук.